# Levi Colwill
Levi Lamar Samuels Colwill, född 26 februari 2003, är en engelsk professionell fotbollsspelare som spelar som mittback för Premier League-klubben Chelsea och det engelska landslaget.

## Personligt Liv
Colwill föddes den 26 februari 2003 i Southampton, Hampshire.
Colwills farbröder, Barry och Byron Mason, vann FA Vase-finalen 2014 med Sholing, där Colwill gick ut på Wembley Stadium som maskot. En annan farbror, Daniel Mason, spelar också för Sholing och arbetar för Southampton.